# Hermann Meyer (Politiker, 1916)
Hermann Meyer (* 3. Dezember 1916 in Bremen; † 9. Oktober 1999) war ein deutscher Politiker (CDU). Er war Mitglied der Bremischen Bürgerschaft.

## Biografie

### Ausbildung und Beruf
Meyer absolvierte eine kaufmännische Lehre und dann von 1935 bis 1945  Berufssoldat, seit 1936 bei der Luftwaffe. Nach dem Krieg arbeitete er von 1946 bis 1948 als Verwaltungsangestellter und danach als Abteilungsleiter in einer Großhandelsfirma in Bremen. Er war seit 1951 als Zollbeamter in Bremen tätig; zunächst als Zollinspektor und ab 1957 als Regierungsoberinspektor.

### Politik
Meyer beantragte am 19. Oktober 1941 die Aufnahme in die NSDAP und wurde zum 1. Januar 1942 aufgenommen (Mitgliedsnummer 9.002.784), er schloss sich auch der NSV an. 1948 wurde er als nicht betroffen entnazifiziert. Nach dem Krieg wurde er Mitglied der CDU in Bremen. Er von 1956 bis 1958 Vorsitzender des Parteiausschusses der CDU in Bremen.
Er war von 1956 bis 1967 Mitglied der Bremischen Bürgerschaft und in verschiedenen Deputationen und Ausschüssen der Bürgerschaft tätig. Er war von 1957 bis 1962 Stellvertretender Fraktionsvorsitzender der CDU in der Bürgerschaft.